# Juan Carlos Campuzano
Juan Carlos Campuzano (* 25. Juli 1949) ist ein aus Paraguay stammender experimenteller Festkörperphysiker, der sich unter anderem mit Hochtemperatursupraleitern (HTS) und Phasenübergängen in zwei Dimensionen befasst. Er ist Hochschullehrer an der University of Illinois at Chicago (UIC).

## Leben
Campuzano studierte Physik und Angewandte Mathematik an der University of Wisconsin-Milwaukee mit dem Bachelor-Abschluss 1972, dem Master-Abschluss 1973 und der Promotion in Physik 1978. Als Post-Doktorand war er bis 1981 an den Donnan Laboratories der University of Liverpool. Dort befasste er sich mit zweidimensionalen Phasenübergängen und der Entwicklung von Photoelektronenspektroskopie-Mikroskopie. 1981 bis 1985 war er am Cavendish Laboratory in Cambridge. Ab 1985 war er an der UIC und ab 1987 war er außerdem am Argonne National Laboratory.
Er untersucht HTS mit Photoelektronenspektroskopie, bei der die Supraleiter mit UV-Licht bestrahlt werden (Ultraviolettphotoelektronenspektroskopie) und die dabei freigesetzten Elektronen analysiert werden. Dabei entdeckte er die Skalierung des Fermiflächen-Volumens wie bei Luttinger-Flüssigkeiten im Normalzustand, flache Energiebänder, die Impulsabhängigkeit der Energielücke zum supraleitenden Zustand, spontanen Bruch der Zeitspiegelungssymmetrie bei HTS, Existenz von Fermi-Arcs und ihre Skalierung, einen Pseudogap im Energiespektrum von mit Löchern unterdotierten Supraleitern und die Existenz einer ausgedehnten Singularität im Energiespektrum.
Außerdem untersuchte er zweidimensionale Phasenübergänge, die er zum Beispiel mit einem an seinem Labor entwickelten hochauflösenden Diffraktometer für niedrigenergetische Elektronen untersuchte. Er konnte damit unter anderem zeigen, dass Streuungen an solchen Systemen an einem kritischen Punkt (eines Phasenübergangs) unabhängig von der genauen Art der Wechselwirkung durch konform invariante Theorien beschrieben werden können.
2011 erhielt er mit Zhi-Xun Shen und Peter Johnson den Oliver E. Buckley Condensed Matter Prize für Innovationen in winkelaufgelöster Photoemissions-Spektroskopie, die das Verständnis von Hochtemperatursupraleitern beförderten und das Studium stark-korrelierter elektronischer Festkörpersysteme transformierten (Laudatio). Er ist Fellow der American Physical Society (2001).

## Schriften
- H. Ding, T. Yokoya, J.C. Campuzano, T. Takahashi, M. Randeria, M.R. Norman, T. Mochiku, K. Kadowaki,  J. Giapintzakis: Spectroscopic evidence for a pseudogap in the normal state of underdoped high Tc superconductors,  Nature, Band 382, 1996, S. 51–54.
- M. R. Norman, H. Ding, J. C. Campuzano, T. Takeuchi, M. Randeria, T. Yokoya, T. Takahashi, T. Mochiku, K. Kadowaki: Unusual dispersion and line shape of the superconducting spectra of Bi2Sr2CaCu2O8+d, Phys. Rev. Letters, Band 79, 1997, S. 3506–3510.
- M. Norman, H. Ding, M. Randeria, J.C. Campuzano, T. Yokoya, T. Takeuchi, T. Takahashi, T. Mochiku, K. Kadowaki, P. Guptasarma, D.G. Hinks: Destruction of the Fermi surface in underdoped high-Tc superconductors, Nature, Band 392, 1998, S. 157.
- M.R. Norman, M. Randeria, B. Janko B, J.C. Campuzano: Condensation energy and spectral functions in high-temperature superconductors, Phys Rev B, Band 61, 2000, S. 14742–14750.
- A. Kaminski, S. Rosenkranz, H.M. Fretwell, J.C. Campuzano, Z. Li, H. Raffy, W.G. Cullen, H. You, C.G. Olson, C.M. Varma, H. Hochst: Spontaneous breaking of time-reversal symmetry in the pseudogap state of a high-T-c superconductor, Nature, Band 416, 2002, S. 610–613.
- S. Souma, Y. Machida, T. Sato, T. Takahashi, H. Matsui, S.-C. Wang, H. Ding, A. Kaminski, J. C. Campuzano, S. Sasaki, K. Kadowaki: The origin of multiple superconducting gaps in MgB2, Nature, Band 423, 2003, S. 65–67.
- mit A. Kanigel u. a.: Evolution of the pseudogap from Fermi arcs to the nodal liquid, Nature Physics, Band  2, 2006, S. 447.
- mit A. Kanigel u. a.: Protected Nodes and the Collapse of Fermi Arcs in High-Tc Cuprate Superconductors, Phys. Rev. Lett., Band 99,  2007, S. 157001.
- mit M. Shi u. a.: Coherent d-Wave Superconducting Gap in Underdoped La2-xSrxCuO4 by Angle-Resolved Photoemission Spectroscopy,  Phys. Rev. Lett., Band 101, 2008, S. 047002.
- mit A. Kanigel u. a.: Evidence for pairing above the transition temperature of cuprate superconductors from the electronic dispersion in the pseudogap phase,  Phys. Rev. Lett., Band 101, 2008, S. 137002.
- mit U. Chatterjee u. a.: Observation of a d-wave nodal liquid in highly underdoped Bi2Sr2CaCu2O8+δ, Nature Physics, Band 6, 2010, S. 99.